# Муніципальний камерний хор (Кропивницький)
Муніципальний камерний хор — міський камерний хоровий колектив у місті Кропивницькому.
Муніципальний камерний хор під керівництвом заслуженого діяча мистецтв України, почесного громадянина Кропивницького Ю. В. Любовича заснований у 1978 році.
Творчий колектив є багаторазовим переможцем і призером вітчизняних та міжнародних конкурсів.
Серед останніх (2-а пол. 1990-х — 2000-і роки) досягнень — участь і лауреатство у «Юрмала-96», «Одеса-96», «Тампере-97» (Фінляндія), «Дармштадт-1999» (Німеччина), «Івано-Франківськ-2000», «Дніпропетровськ-2001», «Львів-2002», «Ріхтерфест — 2005», «Дніпропетровськ-2006», «Сопот-2007» (Польща).